# Caterham F1 Team
Caterham F1 Team was een Maleisisch Formule 1-team dat actief was tussen 2012 en 2014. In 2010 en 2011 reed het team in de Formule 1 onder de naam Lotus, opgericht door Tony Fernandes.

## Geschiedenis
Voor aanvang van het seizoen 2012 leek het er op dat het team, net als de voorgaande twee seizoenen onder de naam Lotus, weer met de coureurs Heikki Kovalainen en Jarno Trulli aan het start zou verschijnen. Echter kwam op 17 februari 2012 het nieuws dat Trulli werd vervangen door de Rus Vitali Petrov, dit betekent dat er voor het eerst sinds 1970 geen Italiaan in de F1 reed.
De Nederlander Giedo van der Garde werd voor het seizoen 2012 aangesteld als de test- en reservecoureur voor het team.
In januari 2012 werd bevestigd dat het team in 2012 zou verhuizen naar het Leafield Technical Centre, het voormalige hoofdkwartier van de Formule 1-teams Arrows en Super Aguri F1.
Het team behaalde in 2012 geen punten in het kampioenschap maar werd, doordat Petrov in de laatste race van het seizoen op een 11e plek finishte, 10e in het constructeurskampioenschap. Deze 11e plek was tevens de beste finish tijdens een Grand Prix sinds de oprichting van het team in 2010.

## Seizoen 2013
Op 23 november 2012 werd bekend dat de Fransman Charles Pic in 2013 bij Caterham zal rijden. Op 1 februari 2013 maakte de Nederlander Giedo van der Garde bekend in 2013 bij Caterham te gaan debuteren als racecoureur. Alexander Rossi werd samen met Ma Qing Hua bij het team gevoegd als test- en reservecoureur. De rol van Ma Qing Hua werd na de Chinese Grand Prix overgenomen door de meer ervaren Heikki Kovalainen, die in 2012 nog voor het team racete. Tijdens de Grand Prix van België eindigde Van der Garde als derde in de eerste kwalificatie, wat een record was voor Caterham, terwijl hij zich uiteindelijk als veertiende kwalificeerde, opnieuw een record. Desondanks verloor het team de tiende plaats in het constructeurskampioenschap aan rivaal Marussia.

## Seizoen 2014
In 2014 reed het team met de naar de Formule 1 teruggekeerde Kamui Kobayashi en de debutant Marcus Ericsson, terwijl Robin Frijns en Alexander Rossi als testcoureurs op enkele vrijdagtrainingen mochten uitkomen. Het seizoen begon slecht: in Australië vielen beide coureurs uit. Teameigenaar Fernandes waarschuwde het team dat hij zou vertrekken als de prestaties van het team in 2014 niet verbeterd werden. Een grote tegenslag was de negende plaats van Marussia-coureur Jules Bianchi tijdens de Grand Prix van Monaco, waardoor Caterham opnieuw de laatste plaats in het constructeurskampioenschap bezette.
Op 2 juli 2014 werd bekend dat Fernandes het team heeft verkocht door investeerders uit Zwitserland en het Midden-Oosten, onder leiding van Colin Kolles. Kolles stelde voormalig Formule 1-coureur Christijan Albers aan als teambaas. Onder zijn leiding werd Kobayashi tijdens de Grand Prix van België eenmalig vervangen door drievoudig 24 uur van Le Mans-winnaar André Lotterer. Na enkele races verliet Albers het team weer en werd vervangen door Manfredi Ravetto.
Op 21 oktober 2014 werd bekend dat Caterham onder curatele werd gesteld en dat de leiding van het team is overgenomen door de curator. Ericsson verbrak hierop het contract met Caterham en vertrok naar Sauber. Nadat Caterham toestemming had gekregen om de races in de Verenigde Staten en Brazilië te mogen missen, werd een crowdfundingproject opgestart door het team om te kunnen racen tijdens de seizoensafsluiter in Abu Dhabi. Op 14 november werd bekend dat deze actie voldoende heeft opgeleverd om het team te laten racen. Naast Kobayashi nam debutant Will Stevens de plaats in van de vertrokken Ericsson.
Na afloop van het seizoen werden Caterham en Marussia, dat ook financiële problemen had, opgenomen op de startlijst van 2015. Op 5 februari 2015 werd bekend dat verschillende eigendommen van het team op 11 maart, enkele dagen voor de start van het Formule 1-seizoen, worden geveild, waardoor een terugkeer van het team onwaarschijnlijk lijkt. Op 27 februari werd de officiële startlijst bekendgemaakt, waar Caterham niet meer op verscheen.

## Resultaten
| Resultaat                       |
| ------------------------------- |
| Winnaar                         |
| Tweede plaats                   |
| Derde plaats                    |
| Gefinisht (punten behaald)      |
| Gefinisht (geen punten behaald) |
| Niet geklasseerd (NC)           |
| Uitgevallen (DNF)               |
| Niet gekwalificeerd (DNQ)       |
| Gediskwalificeerd (DSQ)         |
| Niet gestart (DNS)              |
| Gewond (INJ)                    |
| Uitgesloten (EX)                |
| Teruggetrokken (WD)             |
| Niet deelgenomen (blanco cel)   |
| P Pole position                 |
| S Snelste ronde                 |

| Jaar | Chassis | Motor                           | Banden | Coureurs            | 1   | 2   | 3   | 4   | 5   | 6   | 7   | 8   | 9   | 10  | 11  | 12  | 13  | 14  | 15  | 16  | 17  | 18  | 19  | 20  | Punten | WK  |
| ---- | ------- | ------------------------------- | ------ | ------------------- | --- | --- | --- | --- | --- | --- | --- | --- | --- | --- | --- | --- | --- | --- | --- | --- | --- | --- | --- | --- | ------ | --- |
| 2012 | CT01    | Renault RS27-2012 2.4 V8        | P      |                     | AUS | MAL | CHN | BHR | ESP | MON | CAN | EUR | GBR | GER | HUN | BEL | ITA | SIN | JPN | KOR | IND | ABU | USA | BRA | 0      | 10e |
| 2012 | CT01    | Renault RS27-2012 2.4 V8        | P      | Heikki Kovalainen   | DNF | 18  | 23  | 17  | 16  | 13  | 18  | 14  | 17  | 19  | 17  | 17  | 14  | 15  | 15  | 17  | 18  | 13  | 18  | 14  | 0      | 10e |
| 2012 | CT01    | Renault RS27-2012 2.4 V8        | P      | Vitaly Petrov       | DNF | 16  | 18  | 16  | 17  | DNF | 19  | 13  | DNS | 16  | 19  | 14  | 15  | 19  | 17  | 16  | 17  | 16  | 17  | 11  | 0      | 10e |
| 2013 | CT03    | Renault RS27-2013 2.4 V8        | P      |                     | AUS | MAL | CHN | BHR | ESP | MON | CAN | GBR | GER | HUN | BEL | ITA | SIN | KOR | JPN | IND | ABU | USA | BRA |     | 0      | 11e |
| 2013 | CT03    | Renault RS27-2013 2.4 V8        | P      | Charles Pic         | 16  | 14  | 16  | 17  | 17  | DNF | 18  | 15  | 17  | 15  | DNF | 17  | 19  | 14  | 18  | DNF | 19  | 20  | DNF |     | 0      | 11e |
| 2013 | CT03    | Renault RS27-2013 2.4 V8        | P      | Giedo van der Garde | 18  | 15  | 18  | 21  | DNF | 15  | DNF | 18  | 18  | 14  | 16  | 18  | 16  | 15  | DNF | DNF | 18  | 19  | 18  |     | 0      | 11e |
| 2014 | CT05    | Renault Energy F1-2014 1.6 V6-T | P      |                     | AUS | MAL | BHR | CHN | ESP | MON | CAN | AUT | GBR | GER | HUN | BEL | ITA | SIN | JPN | RUS | USA | BRA | ABU |     | 0      | 11e |
| 2014 | CT05    | Renault Energy F1-2014 1.6 V6-T | P      | Marcus Ericsson     | DNF | 14  | DNF | 20  | 20  | 11  | DNF | 18  | DNF | 18  | DNF | 17  | 19  | 15  | 17  | 19  |     |     |     |     | 0      | 11e |
| 2014 | CT05    | Renault Energy F1-2014 1.6 V6-T | P      | Kamui Kobayashi     | DNF | 13  | 15  | 18  | DNF | 13  | DNF | 16  | 15  | 16  | DNF |     | 17  | DNS | 19  | DNF |     |     | DNF |     | 0      | 11e |
| 2014 | CT05    | Renault Energy F1-2014 1.6 V6-T | P      | André Lotterer      |     |     |     |     |     |     |     |     |     |     |     | DNF |     |     |     |     |     |     |     |     | 0      | 11e |
| 2014 | CT05    | Renault Energy F1-2014 1.6 V6-T | P      | Will Stevens        |     |     |     |     |     |     |     |     |     |     |     |     |     |     |     |     |     |     | 17  |     | 0      | 11e |

1950 · 1951 · 1952 · 1953 · 1954 · 1955 · 1956 · 1957 · 1958 · 1959 · 1960 · 1961 · 1962 · 1963 · 1964 · 1965 · 1966 · 1967 · 1968 · 1969 · 1970 · 1971 · 1972 · 1973 · 1974 · 1975 · 1976 · 1977 · 1978 · 1979 · 1980 · 1981 · 1982 · 1983 · 1984 · 1985 · 1986 · 1987 · 1988 · 1989 · 1990 · 1991 · 1992 · 1993 · 1994 · 1995 · 1996 · 1997 · 1998 · 1999 · 2000 · 2001 · 2002 · 2003 · 2004 · 2005 · 2006 · 2007 · 2008 · 2009 · 2010 · 2011 · 2012 · 2013 · 2014 · 2015 · 2016 · 2017 · 2018 · 2019 · 2020 · 2021 · 2022 · 2023 · 2024 · 2025 · 2026 
 Lijst van Formule 1 Grand Prix-wedstrijden